# Marcus Vinícius Dias
Marcus Vinícius Dias (Río de Janeiro, 22 de enero de 1923 - 1992) fue un jugador de baloncesto brasileño. Fue medalla de bronce con Brasil en los Juegos Olímpicos de Londres 1948.